# Festigny
Festigny é uma comuna francesa na região administrativa de Borgonha-Franco-Condado, no departamento de Yonne. Estende-se por uma área de 5,77 km². Em 2010 a comuna tinha 90 habitantes (densidade: 15,6 hab./km²).